# Jonathan Castroviejo
Jonathan Castroviejo Nicolás (nascido em 27 de abril de 1987, em Guecho) é um ciclista profissional espanhol, que atualmente corre para Movistar Team.